# Adiheterothripidae
Adiheterothripidae es una familia de insectos en el orden Thysanoptera. Estos insectos peden medir entre 0,5 y 1,5 cm (centímetros) de largo, pero la mayoría miden menos de 5 mm (milímetros). Solamente se conocen seis especies vivas, pero al menos 17 especies fósiles han sido descritas en esta familia.

## Identificación
La diferencia con respecto al género Heratythrips radica en que el tentorio no es aparente dentro la cabeza: presenta un cuello y protórax ancho. Tiene segmentos de antena filiforme con 9 artejos y 8 segmentos visibles en el abdomen.

## Taxonomía
- Familia Adiheterothripidae.
  - Género Heratythrips Mound & Marutto, 1999; una especie; en el oeste de América del Norte.
    - Heratythrips sauli Mound & Marutto, 1999.

  - Género Holarthrothrips Bagnall, 1927 (= Adiheterothrips); cuatro especies vivas; en el Viejo Mundo.
    - Holarthrothrips indicus Bhatti & Anantakrishna, 1978.
    - Holarthrothrips jambudvipae (Ramakrishna, 1928).
    - Holarthrothrips josephi Bhatti, 1986.
    - Holarthrothrips tenuicornis Bagnall, 1927; en Canarias y el sur de Europa.

  - Género Oligothrips Moulton, 1933; una especie; en el oeste de América del Norte.
    - Oligothrips oreios Moulton, 1933.
    - Especies fósiles:
    - Exithelothrips mesozoicus,  1973.
    - Holarthrothrips crassicornis , 2001.
    - Holarthrothrips miocaenicus , 1990.
    - Neocomothrips hennigianus,  1973.

  - Género Opadothrips Priesner, 1924  .
    - Progonothrips horridus , 1973.
    - Rhetinothrips elegans , 1973.
    - Scaphothrips antennatus , 1973.
    - Scudderothrips sucinus, 1973.

  - Género Stenurothrips Bagnall, 1914.